# Люнггор, Александер
Александер Люнггор (дат. Alexander Lynggaard; род. 27 марта 1990, Кёге) — датский гандболист, выступающий за французский клуб Сен-Рафаэль и сборную Франции.

## Карьера
Клубная

Александер Люнггор в 2013 году пришёл в клуб Сен-Рафаэль. В июле 2016 года, Александер Люнггор продлил контракт на 3 года 

В сборной

В сборной Александер Люннгор сыграл 7 матча и забил 7 голов.

## Статистика
Статистика Александера Люнггора

Статистика Александера Люнггора в сезоне 2017/18 указана на 1.6.2018
| Сезон        | Клуб        | Лига           | Матчи | Голы | 7-метр | Голы |
| ------------ | ----------- | -------------- | ----- | ---- | ------ | ---- |
| 2013/14      | Сен-Рафаэль | LNH_Division_1 | 26    | 77   | 0      | 77   |
| 2014/15      | Сен-Рафаэль | LNH_Division_1 | 24    | 48   | 0      | 48   |
| 2015/16      | Сен-Рафаэль | LNH_Division_1 | 26    | 76   | 0      | 76   |
| 2016/17      | Сен-Рафаэль | LNH_Division_1 | 19    | 45   | 0      | 45   |
| 2017/18      | Сен-Рафаэль | LNH_Division_1 | 26    | 44   | 1      | 43   |
| 2013—по н.в. | Итого       | LNH_Division_1 | 121   | 290  | 1      | 289  |